# Колберн (округ Адамс, Вісконсин)
Колберн (англ. Colburn) — місто (англ. town) в США, в окрузі Адамс штату Вісконсин. Населення — 215 осіб (2020).

## Демографія
Згідно з переписом 2010 року, у місті мешкали 223 особи в 109 домогосподарствах у складі 70 родин. Було 218 помешкань
Расовий склад населення:
| - 98,2 % — білих - 0,4 % — чорних або афроамериканців |

До двох чи більше рас належало 1,3 %. Частка іспаномовних становила 1,3 % від усіх жителів.
За віковим діапазоном населення розподілялося таким чином: 8,1 % — особи молодші 18 років, 60,1 % — особи у віці 18—64 років, 31,8 % — особи у віці 65 років та старші. Медіана віку мешканця становила 57,1 року. На 100 осіб жіночої статі у місті припадало 104,6 чоловіків;  на 100 жінок у віці від 18 років та старших — 107,1 чоловіків також старших 18 років.
Середній дохід на одне домашнє господарство  становив 49 355 доларів США (медіана — 44 688), а середній дохід на одну сім'ю — 53 748 доларів (медіана — 56 250). Медіана доходів становила 30 000 доларів для чоловіків та 33 750 доларів для жінок. За межею бідності перебувало 15,4 % осіб, у тому числі 2,4 % дітей у віці до 18 років та 6,2 % осіб у віці 65 років та старших.
Цивільне працевлаштоване населення становило 69 осіб. Основні галузі зайнятості: виробництво — 30,4 %, сільське господарство, лісництво, риболовля — 29,0 %, освіта, охорона здоров'я та соціальна допомога — 14,5 %, науковці, спеціалісти, менеджери — 8,7 %.